# Condado de Fairfield (Carolina do Sul)
O Condado de Fairfield é um dos 46 condados do Estado americano da Carolina do Sul. A sede do condado é Winnsboro, e sua maior cidade é Winnsboro. O condado possui uma área de 1 839 km² (dos quais 60 km² estão cobertos por água), uma população de 23 454 habitantes, e uma densidade populacional de 13 hab/km² (segundo o censo nacional de 2000). O condado foi fundado em 1798.